# Ткаченко Сергій Петрович
Ткаче́нко Сергі́й Петро́вич (нар. 17 травня 1964, Олександрівка, СРСР) — радянський та український військовик, генерал-майор, заступник командувача внутрішніх військ МВС України та Національної гвардії України з матеріально-технічного забезпечення (2012–2014).

## Життєпис
Сергій Ткаченко народився у селі Олександрівка, що на Полтавщині. У 1989 році закінчив Ярославське вище військове фінансове училище імені А. В. Хрульова.
Проходив службу у Збройних силах СРСР, Національній гвардії України, Службі безпеки України, Управлінні державної охорони України.
15 червня 2012 року Сергій Ткаченко був призначений на посаду заступника командувача внутрішніх військ по роботі з матеріально-технічного забезпечення. 28 березня 2014 року був звільнений з посади виконуючим обов'язки Президента України Олександром Турчиновим.